# Мессінг Станіслав Адамович
Станіслав Адамович Мессінг (1890, місто Варшава, тепер Польща — розстріляний 2 вересня 1937, місто Москва, тепер Російська Федерація) — радянський діяч органів державної безпеки, 2-й заступник голови ОДПУ СРСР. Член ВЦВК і ЦВК СРСР. Член Центральної контрольної комісії ВКП(б) у 1930—1934 роках.

## Життєпис
Народився в єврейській родині музиканта-капельмейстера і акушерки. Через матеріальні труднощі у 1904 році закінчив лише чотири класи 5-ї Варшавської гімназії. З жовтня 1906 по серпень 1908 року навчався на слюсаря в єврейському ремісничому училищі у Варшаві. У підлітковому віці розпочав трудову діяльність в друкарні.
Член Соціал-демократії Королівства Польського і Литви (РСДРП(б)) з березня 1908 року.
У 1908 році познайомився з Феліксом Дзержинським і Йосипом Уншліхтом. У серпні 1908 року заарештований, сидів у Варшавській фортеці. У серпні 1908 року засуджений до адміністративного заслання в Брест-Литовськ, де перебував до травня 1909 року.
У травні 1909 року емігрував до Бельгії, працював з червня по вересень 1909 року чорноробом заводу Проведанс. З вересня 1909 по лютий 1910 року — чорнороб залізно-цинкувального заводу міста Валаневен у Франції. З лютого по липень 1910 року працював поденним робітником Товариства Мюрбен у Парижі.
У липні 1910 року повернувся у Варшаву. З липня 1910 по серпень 1912 року працював конторником банку Гольдферера, брав участь у революційній діяльності. Заарештований у серпні 1912 року, до жовтня 1912 року сидів у поліцейському будинку ратуші Варшави. З жовтня 1912 по березень 1913 року — конторник Варшавського банку Гольдферера.
У березні 1913 року призваний в російську імператорську армію, служив з березня 1913 по серпень 1914 року рядовим 17-го Туркестанського стрілецького полку в місті Асхабаді. У серпні 1914 — березні 1917 року — рядовий 17-го Туркестанського стрілецького полку на Кавказькому фронті. У 1917 році обраний членом полкового солдатського комітету.
З березня по серпень 1917 року — чорнороб господарського складу в Москві. У серпні — листопад 1917 року — інструктор, з листопада по грудень 1917 року — секретар виконавчого комітету Сокольницької районної ради Москви. З грудня 1917 по серпень 1918 року працював у виконавчому комітеті Сокольницької районної ради Москви.
У серпні — листопаді 1918 року — голова Сокольницької районної надзвичайної комісії (ЧК) міста Москви.
У листопаді 1918 — січні 1919 року — завідувач відділу по боротьбі з контрреволюцією Московської губернської ЧК. У грудні 1918 — грудні 1919 року — член колегії Московської губернської ЧК. У січні — березні 1919 року — завідувач секретно-оперативного відділу Московської губернської ЧК. 9 березня — квітень 1919 року — завідувач особливого відділу Московської губернської ЧК. З квітня 1919 року — завідувач секретно-оперативного відділу Московської губернської ЧК.
У грудні 1919 — 3 січня 1921 року — заступник голови Московської губернської ЧК. У грудні 1919 — червні 1920 року — завідувач секретно-оперативного відділу Московської губернської ЧК (за сумісництвом). 29 липня 1920 року затверджений членом колегії ВЧК.
3 січня — 28 листопада 1921 року — голова Московської губернської ЧК.
3 листопада 1921 — 6 лютого 1922 року — голова Петроградської губернської ЧК та голова Петроградської окружної транспортної ЧК.
8 листопада 1921 — 27 жовтня 1929 року — повноважний представник ВЧК (ДПУ, ОДПУ) по Петроградському (Ленінградському)військовому окрузі.
У грудні 1921 — жовтні 1929 року — начальник Особливого відділу Повноважного представництва ВЧК (ДПУ, ОДПУ) по Петроградському (Ленінградському) військовому округу.
6 лютого 1922 — жовтень 1927 року — начальник Петроградського (Ленінградського) губернського відділу ДПУ.
З лютого 1922 по 6 вересня 1929 року — начальник Ленінградського окружного транспортного відділу ДПУ (ОДПУ).
У жовтні 1922 — січні 1924 року — начальник військ ДПУ Петроградського округу.
У 1926—1927 роках — член Північно-Західного бюро ЦК ВКП(б).
27 жовтня 1929 — 31 липня 1931 року — 2-й заступник голови ОДПУ при РНК СРСР та начальник Іноземного відділу ОДПУ при РНК СРСР.
16 серпня 1931 — квітень 1933 року — член колегії Народного комісаріату зовнішньої торгівлі СРСР.
З 13 грудня 1931 по березень 1932 року — начальник Центрального бюро управління раціоналізації Народного комісаріату зовнішньої торгівлі СРСР. З 3 лютого 1932 по квітень 1933 року —  начальник сектора перевірки виконання Народного комісаріату зовнішньої торгівлі СРСР.
З квітня 1933 по лютий 1934 року — уповноважений Ради праці і оборони СРСР, начальник експедиції в Таджицькій РСР.
У лютому 1934 — червні 1937 року — голова Всесоюзного товариства «Радмонгтувторг» Народного комісаріату зовнішньої торгівлі СРСР. У 1937 році — голова Радянсько-Монгольсько-Тувинської торгової палати.
З 1 вересня 1935 по 1937 рік — голова президії Всесоюзної торгової палати СРСР.
26 червня 1937 року заарештований органами НКВС. Засуджений Воєнною колегією Верховного суду СРСР 2 вересня 1937 року до страти, розстріляний того ж дня. Похований на Донському цвинтарі Москви.
6 жовтня 1956 року посмертно реабілітований, поновлений в членах КПРС.

## Нагороди
- два ордени Червоного Прапора (11.01.1926, 28.09.1927)
- знак «Почесний працівник ВНК—ДПУ» (V) (1922)
- знак Почесний працівник ВНК—ДПУ (XV) (1933)